# أنطونيو مولينا
أنطونيو مولينا (بالإسبانية: Antonio Molina)‏ هو مغني وممثل إسباني، ولد في 9 مارس 1928 في إسبانيا، وتوفي في 18 مارس 1992 بمدريد في إسبانيا.

## وصلات خارجية
- أنطونيو مولينا على موقع IMDb (الإنجليزية)
- أنطونيو مولينا على موقع ميوزك برينز (الإنجليزية)
- أنطونيو مولينا على موقع ديسكوغز (الإنجليزية)
- أنطونيو مولينا على موقع قاعدة بيانات الفيلم (الإنجليزية)